# Josef Franc
Josef Franc (ur. 18 stycznia 1979 w Čáslaviu) – czeski żużlowiec, występujący również na długim torze i na trawie.

## Życiorys
Trzykrotny złoty medalista młodzieżowych indywidualnych mistrzostw Czech (1998, 1999, 2000). Dwukrotny złoty medalista Indywidualnych Mistrzostw Czech (2017, 2018). Uczestnik cyklu finałów SEC (2018). Jedenastokrotny medalista indywidualnych mistrzostw Czech: dwukrotnie złoty (2017, 2018), sześciokrotnie srebrny (2005, 2006, 2007, 2009, 2014, 2016) oraz trzykrotnie brązowy (2013, 2015, 2020). Sześciokrotny medalista mistrzostw Czech par klubowych: złoty (2010), trzykrotnie srebrny (2007, 2008, 2013) oraz dwukrotnie brązowy (2002, 2003). Czterokrotny medalista drużynowych mistrzostw Czech: srebrny (2011) oraz trzykrotnie brązowy (2005, 2006, 2008). Pięciokrotny medalista indywidualnych mistrzostw Czech na długim torze: złoty (2013, 2014) oraz trzykrotnie srebrny (2010, 2011, 2012). Zdobywca Pucharu Czech (2013).
Finalista indywidualnych mistrzostw Europy juniorów (Krško 1998 – VIII miejsce). Dwukrotny finalista indywidualnych mistrzostw świata juniorów (Vojens 1999 – jako rezerwowy, Gorzów Wielkopolski 2000 – VI miejsce). Czterokrotny finalista indywidualnych mistrzostw Europy (Rybnik 2002 – XIV miejsce, Slaný 2003 – jako rezerwowy, Lendava 2008 – VI miejsce, Togliatti 2009 – V miejsce). Brązowy medalista indywidualnych mistrzostw świata na długim torze (2012). Dwukrotny finalista mistrzostw Europy par (Równe 2012 – V miejsce, Herxheim 2013 – VI miejsce). Finalista indywidualnych mistrzostw Europy na torze trawiastym (Bielefeld 2013 – IX miejsce). Finalista drużynowego Pucharu Świata (Praga 2013 – IV miejsce). 
Czterokrotny uczestnik turniejów o "Grand Prix Czech", jako zawodnik z "dziką kartą" (2003 – XXIV miejsce, 2007 – XV miejsce, 2012 – VII miejsce, 2013 – XVI miejsce).
W lidze brytyjskiej reprezentant klubów z Berwick (2001, 2003, 2004, 2009, 2011), Newcastle (2005-2008), Belle Vue (2006), Sheffield (2010, 2012) oraz Coventry (2012). 
W lidze polskiej startował w barwach klubów: LKŻ Lublin (2000), KSŻ Krosno (2002, 2009–2011), AK Markéta Praha (2007), Wanda Kraków (2013), SK Lokomotīve Dyneburg (2014) oraz KSM Krosno (2018).